# 1995年7月逝世人物列表
1995年逝世人物列表：1月 - 2月 - 3月 - 4月 - 5月 - 6月 - 7月 - 8月 - 9月 - 10月 - 11月 - 12月
1995年7月逝世人物列表，是用於匯總1995年7月期間逝世人物的列表。

## 依日期排序

### 1日
- 阮文平，84歲，越南天主教會主教，西貢第一任大主教。[1]
- 弗朗西斯·阿卡努·伊比安，88歲，奈及利亞醫療傳教士和政治家。
- 沃爾夫曼·傑克，57歲，美國唱片騎師。[2]
- 布魯斯·米切爾，86歲，南非板球開場擊球手。[3]
- 尼古拉·佩科，79歲，俄羅斯作曲家和教育家。[4]
- 羅傑·戴爾·斯塔福德，43歲，美國連環殺手[5]

### 2日
- 曼納琴·孟德爾·弗捷法斯，87歲，俄羅斯教育家和拉比。
- 約翰·C·希金斯，87歲，加拿大裔美國編劇。
- 格瓦斯·傑克遜-斯托斯，48歲，英國建築歷史學家和記者。.[6]
- 茲德涅克·科斯勒，67歲，捷克指揮家。[7]
- 洛依德·麥克柴爾，75歲，加拿大政治家，愛德華王子島第23任副州長。
- 格蘭特·摩根，74歲，英國律師和政治家。
- 喬治·塞爾德斯，104歲，美國調查記者。[8]
- 克里希·泰勒，17歲，美國模特[9]
- 瑪麗亞·維諾格拉多娃，72歲，俄羅斯女演員。

### 3日
- 查理·埃克曼，73歲，美國籃球教練和裁判，結直腸癌。
- 里卡多·阿隆索·岡薩雷斯，67歲，美國網球冠軍[10]
- 伯特·哈代，82歲，英國攝影師。[11]
- 亞歷山大·蘭格，49歲，義大利記者、和平活動家、政治家和教師，自殺。
- 艾迪·瑪茲爾，65歲，加拿大冰球運動員。[12]
- 吉爾·J·瓦林曼，65歲，法國藝術家[13]

### 4日
- 瑪格麗特·F·阿克洛伊德，87歲，來自羅德島普羅維登斯的美國公務員。[14]
- 安德魯·約翰·伯傑，79歲，美國自然歷史博物館的美國鳥類學家。[15]
- 阿爾森·迪克利奇，72歲，塞爾維亞詩人、小說家和電影導演。[16]
- 肖恩·法倫，57歲，愛爾蘭共和黨政治家。
- 伊娃·加博爾，76歲，匈牙利裔美國女演員[17]
- 耶夫恩·胡察洛，58歲，烏克蘭作家和記者。
- 巴拉特·蘭加查里，41歲，印度寶萊塢電影導演和製片人。
- 鮑勃·羅斯，52歲，美國電視畫家[18]
- 吉爾伯托·博斯克斯·薩爾迪瓦爾，102歲，墨西哥外交官。[19]
- 阿克·亨利·薩繆爾森，81歲，瑞典足球運動員。[20]
- 卡里姆·桑賈比，89歲，伊朗政治家。[21]

### 5日
- 伯尼斯·阿克曼，69-70歲，美國氣象學家，美國第一位女性天氣預報員[22]
- 斯捷潘·巴哈耶夫，73歲，蘇聯空軍少校和飛行王牌。[23]
- 雷納托·巴爾迪尼，73歲，義大利電影演員。[24]
- 維多利亞·勃列日涅娃，86歲，蘇聯領導人列昂尼德·勃列日涅夫的妻子[25]
- 克利斯蒂安·卡爾姆斯，81歲，盧森堡公務員、律師和歷史學家。[26]
- 約翰·高倫·克莉斯蒂，85歲，挪威工程師和空軍軍官。[27]
- 約翰·迪特裡奇，62歲，美國橄欖球運動員。[28]
- 福田赳夫，90歲，日本政治家，第46任日本首相[29]
- 福斯特·弗克洛，83歲，美國律師、作家和政治家。[30]
- 尤里·耶爾維特，76歲，蘇聯/愛沙尼亞演員和戲劇導演。[31]
- 雷·諾丁，81歲，美國橄欖球運動員和大學橄欖球教練。[32]

### 6日
- 賽迪·羅斯納·布朗夫曼，98歲，加拿大慈善家，Bronfman家族的女族長。
- 菲力浦·克拉克，62歲，愛爾蘭政治家、自行車運動員和愛爾蘭共和軍成員。[33]
- 阿齊茲·內辛，79歲，土耳其作家[34]
- 霍華德·亨利·佩卡姆，84歲，美國歷史學家。[35]
- 愛德華多·維索，75歲，西班牙足球運動員和足球經理。

### 7日
- 李石樵，87歲，台灣畫家。
- 傑弗里·弗里曼·艾倫，73歲，英國鐵路作家。[36]
- 讓博尼，86歲，法國中世紀建築歷史學家。[37]
- 馬丁·巴克斯鮑姆，74歲，美國商人和購物中心開發先驅。[38]
- 瑪迦·霍夫根，74歲，德國女低音。[39]
- 海倫·詹森，89歲，哈萊姆文藝復興時期的非裔美國詩人。[40]
- 萊昂·勒卡爾維斯，86歲，法國自行車賽車手。[41]
- 埃娃-莉萨·曼纳，73歲，芬蘭詩人和劇作家。[42]
- 拉爾夫·內維斯，78歲，美國騎師。
- 托馬斯·泰拉，62歲，美國作曲家、編曲家和樂隊指揮。
- 阿爾·昂塞爾，82歲，美國棒球運動員。[43]

### 8日
- 君特·比亞拉斯，87歲，德國作曲家。[44]
- 保羅·邦諾，76歲，法國指揮家、作曲家和編曲家。[45]
- 埃德蒙多·法布里，73歲，義大利足球運動員和教練。[46]
- 珍-保羅·哈洛伊，86歲，比利時殖民地公務員和州長Ruanda-Urundi。
- 喬治·詹森，74歲，加拿大醫生和政治改革家。
- 帕爾·科瓦奇，82歲，匈牙利運動員和奧運選手。[47]
- 多蘿西·斯坦利-特納，78歲，英國賽車手。[48]
- 彼得魯斯·約瑟夫斯·佐特穆德，89歲，荷蘭傳教士和語言學家。[49]

### 9日
- 鄧尼斯·艾倫，56歲，英格蘭足球運動員和經理。
- 卡齊米日·戈德沃斯基，60歲，波蘭考古學家和歷史學家。[50]
- 維拉·湯瑪斯，73歲，英國乒乓球和網球運動員。
- 詹姆斯·卡梅倫·都鐸，75歲，巴巴多斯政治家和外交官。[51]

### 10日
- 梅罕默特·阿里·艾巴，86歲，土耳其政治家和奧運選手[52]
- 紅人巴格內爾，66歲，美式足球運動員。
- 奧古斯特·貝爾蒙特四世，86歲，美國投資銀行家和純種賽馬擁有者。[53]
- 詹姆斯·哈威·布朗，89歲，美國政治家和法官。[54]
- 阮文高，71歲，越南作曲家。
- 休·鄧達斯，74歲，二戰期間英國皇家空軍戰鬥機飛行員，電視主管。[55]
- 芭芭拉·里昂，63歲，美國歌手和女演員，腦溢血。

### 11日
- 約翰·克魯克香克，70歲，愛爾蘭學者和法國語言、文學和文化作家。[56]
- 大衛·甘迺迪，88歲，美國政治家。
- 戈伊科·尼科利什，83歲，南斯拉夫/塞爾維亞遊擊隊將軍、醫生和歷史學家。
- 賀瑪·塞茲，82歲，德國女演員。[57]
- 唐·斯塔爾，77歲，美國演員，摔倒。

### 12日
- 倫納特·阿林，78歲，瑞典體育射手。[58]
- 邁克爾·克萊格，62歲，大英博物館館長、博物學家和電視節目主持人。[59]
- 厄爾·科爾曼，69歲，美國爵士歌手。[60]
- 阿沙普納·黛維，86歲，印度小說家和詩人。[61]
- 戈登·弗萊明，61歲，蘇格蘭電視和電影導演。[62]
- 埃裡希·庫爾卡，84歲，捷克裔以色列作家、歷史學家和記者。
- 肖恩·梅斯，50歲，英國鋼琴家和作家。
- 約翰·尤德金，84歲，英國生理學家和營養學家[63]

### 13日
- 阿里·瓦爾迪，81歲，伊拉克社會科學家。[64]
- 艾美・巴雷利，78歲，法國爵士小號手、歌手和樂隊領隊。[65]
- 瓦里爾·貝格，86歲，英國皇家海軍上將[66]
- 約瑟夫·本西奇斯，61歲，匈牙利足球運動員。
- 加思·巴特勒，72歲，英格蘭足球運動員。
- 德維亞尼·喬巴，52-53歲，印度記者和專欄作家。[67]
- 戈德弗雷德·柯克·克里斯蒂安森，75歲，丹麥玩具製造商，樂高董事總經理。[68]
- 比爾格·卡拉蘇，65歲，土耳其短篇小說家和小說家。
- 彼得·莫裡森，51歲，英國政治家。
- 馬蒂·佩龍帕，44歲，芬蘭演員和音樂家[69]

### 14日
- 伊莎白·布雷姆，93歲，丹麥網球運動員和奧運會運動員。[70]
- 亨利·加斯托，80歲，法國神經學家和癲癇學家。[71]
- 謝爾蓋·舒普列佐夫，25歲，俄羅斯自由式滑雪運動員和奧運獎牌得主[72]
- 沃洛德米爾，69歲，東正教烏克蘭族長。

### 15日
- 比爾·艾米克，69歲，美國納斯卡賽車手。[73]
- 哈立德·巴克達什，82-83歲，敘利亞共產主義政治家。[74]
- 迪莉婭·博加德，74歲，美國女演員和舞蹈家。
- 希薇亞·博蘇，33歲，法國概念藝術家[75]
- 羅伯特-約瑟夫·科菲，74歲，法國羅馬天主教紅衣主教和馬賽大主教。[76]
- 艾雲諾·史塔喬利，68歲，義大利電影演員。

### 16日
- 查理斯·布魯克，84歲，法裔美國指揮家和教師。[77]
- 托菲·布林傑爾森，68歲，冰島運動員，曾參加1948年和1952年夏季奧運會。[78]
- 古斯塔夫·艾克斯特倫，87歲，瑞典化學家，黨衛軍志願者和政治家。
- 莫迪凱·古爾，65歲，以色列軍官和政治家[79]
- 帕齊·露絲·米勒，91歲，美國女演員[80]
- 澤諾納斯·普茲諾斯卡斯，75歲，立陶宛籃球運動員。
- 梅·薩頓，83歲，比利時裔美國女權主義作家[81]
- 斯蒂芬·斯彭德，86歲，英國詩人和作家。[82]
- 查理斯·伍德布裡奇，93歲，美國傳教士、牧師，全國福音派協會創始成員。
- 埃爾維斯·阿爾瓦雷斯，30歲，哥倫比亞蠅量級bpxer，兇殺案。

### 17日
- 萊昂內爾·比拉斯，66歲，法國長跑運動員，曾參加1952年夏季奧運會的馬拉松比賽。[83]
- 加尼博比，51歲，阿爾巴尼亞哲學家和社會學家，來自科索沃。[84]
- 哈威·查特斯，83歲，加拿大平水皮划艇運動員，曾參加1936年夏季奧運會。[85]
- 羅伯特·克洛斯，92歲，澳大利亞小說家。[86]
- 以法蓮·埃夫龍，75歲，以色列外交官。[87]
- 胡安·曼努埃爾·方吉奧，84歲，阿根廷賽車手。[88]
- 哈裡·瓜迪諾，69歲，美國演員[89]
- 赫伯·希波夫，56歲，美國職業棒球運動員和球探[90]
- 萊納·庫納德，58歲，德國指揮家和作曲家。[91]
- 邁克爾·瓊格倫，33歲，瑞典非法摩托車手和黑幫，被謀殺。

### 18日
- 伯納德·博蘭德，42歲，美國大屠殺犯，被電刑處決。
- 法比奧·卡薩泰利，24歲，義大利自行車運動員，在1995年環法自行車賽期間發生自行車事故。[92]
- 約翰·加布里埃爾·烏克森謝納，95歲，瑞典現代五項運動員和海軍軍官。
- 笹川良一，96歲，日本戰犯嫌疑人、商人、政治家和慈善家。[93]
- 蘇巴吉奧·薩斯特羅瓦多約，71歲，印尼詩人、短篇小說家、散文家和文學評論家。
- 詩納卡琳，94歲，泰國公主[94]

### 19日
- 邁克爾·安德魯斯，66歲，英國畫家。[95]
- TN巴拉克里希納，78歲，印度演員。
- 悉尼·利普頓，89歲，英國舞蹈樂隊領隊。[96]
- 布萊恩·勞埃德，68歲，英國賽艇運動員和奧運選手。[97]
- 維克多·曼努埃爾·門多薩，81歲，墨西哥電影演員。[98]
- 湯瑪斯·門德斯，68歲，墨西哥作曲家，墨西哥音樂和牧場音樂歌手。
- 金奉律，77歲，朝鮮人民軍上將。
- 勒內·普里瓦特，64歲，法國公路自行車賽車手。[99]

### 20日
- 皮埃爾·巴貝特，70歲，法國科幻作家。[100]
- 伯納德·卡利南，82歲，澳大利亞士兵、土木工程師、商人和體育管理員。
- 塞薩爾·埃米利安尼，72歲，義大利裔美國科學家、地質學家、微古生物學家，古海洋學創始人。
- 赫爾穆特·格恩斯海姆，82歲，德國攝影師、收藏家和歷史學家。[101]
- 厄內斯特·曼德爾，72歲，比利時馬克思主義經濟學家，托洛茨基主義活動家和理論家[102]
- 納塔利婭·什皮勒，85歲，捷克-俄羅斯歌劇女高音，俄羅斯人民藝術家。[103]
- 雷蒙多·塔珀，26歲，智利足球運動員[104]

### 21日
- 維克多·巴拉尼科夫，54歲，1991年擔任蘇聯內政部長，1992年至1993年擔任俄羅斯部長。[105]
- 伊夫·克羅斯，71歲，法國運動員和奧運選手。[106]
- 海因里希·杜穆林，90歲，德國耶穌會神學家，哲學家和作家。[107]
- 喬恩·欣森，53歲，美國政治家。
- 薩傑德·海珊，78歲，印度電影配樂作曲家。
- 克勞德·麥克林，69歲，美國爵士男高音薩克斯手。[108]
- 埃勒斯頓·特雷弗，75歲，英國小說家和劇作家。[109]
- 邁克爾威舍爾，60歲，英國演員

### 22日
- 塔米·班·阿米，39-40歲，以色列超模[110]
- 傑克·貝爾金，74歲，紐西蘭神經學家。[111]
- 奧塔卡爾·布盧瓦卡，96歲，捷克數學家，以其對圖論的貢獻而聞名。[112]
- 戴夫·克拉克，86歲，非洲裔美國唱片推廣先驅。[113]
- 丹尼爾·迪克森，83歲，北愛爾蘭士兵和政治家。
- 珀西·韓佛瑞，90歲，美國爵士小號手和樂隊領隊。[114]
- 羅利·詹金斯，76歲，英國板球運動員。[115]
- 哈羅德·拉伍德，90歲，英國板球運動員。[116]
- 希瓦·庫馬爾·雷，76歲，印度作家和政治家。
- 約書亞·史密斯，90歲，澳大利亞藝術家。[117]

### 23日
- 雷·貝弗頓，72歲，英國生物學家，對漁業科學做出了重要貢獻。[118]
- 弗農·錢德爾，85歲，美國植物學家、教育家和大學行政人員。[119]
- 查克·漢格，71歲，美國籃球運動員。[120]
- 馬里奧·帕薩諾，70歲，阿根廷電影演員和探戈表演者，心臟病發作。
- 貝爾塔·夏勒，88歲，美國科學家。[121]
- 陳金線，70歲，越南外交官，南越南情報局局長。
- 凱斯·弗爾韋，95歲，荷蘭畫家。[122]

### 24日
- 喬治·羅傑，87歲，英國攝影師。
- 薩迪克·阿赫梅特，48歲，希臘醫生和政治家[123]
- 圖蘭·阿米爾索萊馬尼，90歲，伊朗皇室成員。[124]
- 瑪莎·波茲，83歲，美國圖書管理員。[125]
- 恩德雷·班，61歲，匈牙利天主教神父、神學家和教授。[126]
- 茱蒂絲·德沃金，67歲，美國作曲家和劇作家。[127]
- 哈桑·卡特西納，62歲，奈及利亞將軍，奈及利亞北部最後一任州長。
- 傑里·洛爾丹，61歲，英國詞曲作者、作曲家和歌手[128]
- 耶日·托普利茲，85歲，俄羅斯電影製片人。[129]
- 漢斯·溫德，75歲，二戰期間的芬蘭戰鬥機飛行員和飛行王牌。

### 25日
- 珍妮絲·埃利奧特，63歲，英國小說作家、記者和兒童作家。[130]
- 艾迪·伊斯比，77歲，紐西蘭政治家。
- 蘿莎莉雅·馬喬，74歲，義大利女演員，舞蹈家，歌手和歌舞女郎，癌症。
- 奧斯瓦爾多·普格列斯，89歲，阿根廷探戈音樂家。[131]
- 查理·裡奇，62歲，美國歌手[132]
- 赫明·托博洛斯基，74歲，美國平等權利修正案活動家。

### 26日
- 桃樂絲·阿克斯，72歲，美國福音音樂作曲家，編曲家和歌手[133]
- 勞林多·阿爾梅達，77歲，巴西吉他手和作曲家，擅長古典，爵士和拉丁音樂[134][135]
- 海梅·德·莫拉·阿拉貢，70歲，西班牙貴族和演員。[136]
- 加溫·威斯翠·貝爾，86歲，英國殖民地行政長官和奈及利亞北部總督。[137]
- 森姆本森，86歲，澳大利亞政治家。[138]
- 埃莉諾·格裡芬，91歲，美國編劇，奧斯卡獎得主（1939年）。[139]
- 亨利·希爾，89歲，德國數學家。
- 巴魯克·科爾夫，81歲，烏克蘭裔美國東正教拉比和美國猶太社區活動家。[140]
- 彼得羅·萊奧尼，86歲，墨西哥多明尼加牧師。
- 博伊·洛恩森，72歲，德國雕塑家和兒童作家。[141]
- 雷蒙·邁洛克斯，77歲，加拿大政治家和內閣部長。[142]
- 喬治·羅傑，87歲，英國攝影記者。[143]
- 喬治·W·羅姆尼，88歲，美國政治家，第43任密歇根州州長，米特·羅姆尼的父親[144]
- 伊斯梅爾·謝赫利，76歲，亞塞拜然作家。

### 27日
- 伊莎馬洛維斯特，78歲，波蘭歷史學家，華沙大學教授。[145]
- 唐·卡彭特，64歲，美國小說家和劇作家[146]
- 弗拉基米爾·祖里拉，52歲，斯洛伐克冰球守門員和奧運選手。[147]
- 梅利埃森貝爾，80歲，土耳其外交官兼外交部長。
- 里克·費雷爾，89歲，美國職業棒球大聯盟棒球運動員、教練和球探。[148]
- 罗饶·米克罗斯，88歲，匈牙利電影作曲家[149]

### 28日
- 蘇茜·庫珀，92歲，英國藝術家。[150]
- 道格拉斯·道爾頓，82歲，紐西蘭橄欖球運動員。
- 埃迪·辛頓，51歲，美國詞曲作者和會議音樂家。
- 卡斯柏·歐伊蒙，89歲，美國跳臺滑雪運動員。[151]

### 29日
- 尤薩斯·布拉瓦斯，86歲，立陶宛法律學者、學者和政治家。
- 菲力浦·德·萊西，78歲，法裔美國默片時代的童星[152]
- 萊斯·埃爾格特，77歲，美國搖擺爵士樂隊領隊和小號手。[153]
- 坎瑞伊·豐蒂諾，72歲，美國克里奧爾小提琴演奏家。[154]
- 庫爾特·古德維爾，84歲，德國音樂學家。[155]
- 里奧·科夫勒，88歲，奧地利-德國馬克思主義社會學家。
- 米克洛什·梅澤納，54歲，匈牙利擊劍運動員。[156]
- 凱文·塔姆，63歲，澳大利亞足球運動員。[157]
- 塞韋里諾·瓦雷拉，81歲，烏拉圭足球運動員。[158]

### 30日
- 納林·安伽馬納，49-50歲，斯裡蘭卡陸軍軍官[159]
- 亞歷山大·巴爾迪尼，81歲，波蘭戲劇和歌劇導演、演員和教育家。[160]
- 佩爾·克裡斯滕森，72歲，挪威演員和翻譯。[161]
- 南多·西塞羅，64歲，義大利電影導演、編劇和演員。[162]
- 查理斯·鄧恩，80歲，倫敦亞非學院的英國日本學家。[163]
- 阿爾弗雷多·詹內蒂，71歲，義大利編劇和電影導演。[164]
- 安東尼·詹寧斯，50歲，紐西蘭大鍵琴演奏家、管風琴家、導演和學者。[165]
- 哈里·倫納德·索托，75歲，英國語言學家，孟語和高棉語的主要學者。[166]
- 維爾納·索米，79歲，芬蘭裔美國教育家、發明家和科學家。[167]

### 31日
- 瓊·柯奇蘭，82歲，紐西蘭社會改革家和性教育家。[168]
- 伯恩哈德·喬普，81歲，二戰期間德國空軍轟炸機飛行員。[169]
- 湯瑪斯·E·摩根，88歲，美國政治家。[170]
- 吉納維芙·托賓，95歲，美國女演員。[171]
- 蘿拉·托德，91歲，美國默片時代女演員。